# Битва при Албулене
Битва при Албулене — сражение между албанскими войсками во главе со Скандербегом и османской армией, которой командовали Исхак-бей и Хамза Кастриоти (племянник Скандербега), состоявшееся 2 сентября 1457 года.
Скандербег более десяти лет возглавлял борьбу албанцев против турецкой экспансии. Ему удалось одержать ряд побед над османами. Однако после того, как турецкий полководец Исхак-бей захватил в 1455 году город Берат, на его сторону перешли несколько влиятельных представителей албанской знати, в том числе Моис Арианити Големи. В следующем году этот человек возглавил очередной поход османской армии в Албанию, но потерпел поражение в битве при Оранике. Причём Моис Ариантити снова присоединился к армии Скандербега, сумев добиться прощения за своё предательство. Но вскоре Скандербега предал его племянник Хамза Кастриоти. Турки предложили молодому человеку возглавить один из крупных отрядов в очередной армии вторжения, которой командовал Исхак-бей.
Османская армия начала наступление в конце мая 1457 года и вступила в долину реки Мати. Скандербег пытался задержать вражеский авангард, состоящий из лёгкой кавалерии. Но после приближения основных турецких сил полководец решил отступить. И Исхак-бей, и Хамза были хорошо знакомы с тактикой Скандербега. Поэтому албанский полководец решил изменить своим прежним правилам, чтобы ввести врага в заблуждение. Он разделил армию на несколько групп и приказал им идти в разных направлениях через горы, тщательно скрывая от османов своё передвижение. Дождавшись гонца от Скандерберга все отряды должны были немедленно собраться в указанном месте. Албанские подразделения скрывались в горах до сентября. За лето османские полководцы пришли к выводу, что Скандербег уже не способен оказать серьёзное сопротивление и утратили бдительность. 2 сентября 1457 года Скандербег собрал все свои силы воедино и отдал приказ о внезапной атаке на османский лагерь. В битве армия турок потерпела сокрушительное поражение. Около 30 000 солдат оказались убиты или захвачены в плен. Среди пленных оказался и Хамза, которого позже отправили в тюрьму Неаполя.
Победа укрепила дух албанцев и авторитет Скандерберга. Битва при Альбулене считается самой блестящей победой полководца над турками. Тем не менее, поражение не остановило натиск Османской империи. Последовали новые вторжения. Скандербег умер в январе 1468 года, а война продолжалась до 1478 года. После падения албанской крепости Круя, организованное сопротивление прекратилось. В итоге Албания оказалась полностью включена в состав Османской империи.

## Предыстория

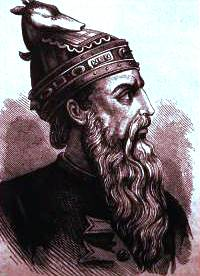
Скандербег (Георгий Кастриоти)

Полководец Скандербег несколько лет воевал в составе армии Османской империи. Сначала как солдат, а затем как командир. Вернувшись на родину в 1444 году, он возглавил восстание против османов, став правителем Албании. Битва на Косовом поле в 1448 году закончилась поражением Яноша Хуньяди, воеводы из Трансильвании. Скандербег не сумел прибыть на помощь христианской армии, так как его отрядам преградили путь войска правителя Сербии Георгия Бранковича. В отместку Скандербег разорил владения Бранковича. Однако после победы над армией Хуньяди османы оказались на некоторое время избавлены от противостояния с Венгрией и решили завоевать Албанию. Однако это оказалось непростой задачей.
В 1455 году Скандербег осадил крепость Берат, которую ещё в 1450 году захватили турки. Но попытка штурма обернулась для албанцев разгромным поражением после контратаки османского гарнизона. Но Скандерберг решил продолжить борьбу и стал искать союзников. Его самым важным союзником в борьбе с турками стал Альфонсо V Арагонский, мечтавший о создании собственной империи в Средиземноморье. Кроме того серьёзную моральную поддержку албанцам (большинство из которых в то время были христианами) оказал папа Каликст III, который обещал организовать новый Крестовый поход против мусульман. Однако о Крестовом походе знал и султан Мехмед II Завоеватель. И он решил нанести упреждающий удар. Целями были избраны Албания и Венгрия.
В апреле 1456 года Скандербег отправил своего посла Пала Энджели с письмом кардиналу Доменико Капраника. В послании содержалась просьба о помощи в связи с грядущим османским вторжением. Но пока шли переговоры, турецкая армия уже вступила в мае 1456 года в Албанию. Причём этими войсками командовал Моис Арианити Големи, бывший соратник Скандербега и способный командир. Он дезертировал после падения Берата и поступил на службу к султану. Однако в битве при Оранике османы потерпели поражение. Моис попал в плен и обратился к Скандербегу с просьбой о помиловании. Знаменитый албанский полководец не только простил изменника, но и вновь назначил его одним из командующих своей армии.
В июле 1456 года Мехмед II направил на запад ещё одну армию. Он собирался осадить Белград, который удерживал венгерский гарнизон. Но и эта турецкая армия потерпела поражение. Победителями командовал знаменитый венгерский полководец  Янош Хуньяди.
В том же году Ибрагим-бей II из династии Караманидов попытался сформировать антиосманский альянс. Скандербег, Янош Хуньяди, Каликст III и Альфонсо V решили объединить усилия и заключить союз с караманидским войском. Османская империя могла получить смертельный удар. Однако планы разгрома растущего турецкого могущества так и не были реализованы.
Дело борьбы христиан против мусульманской экспансии осложнялись внутренними раздорами. В частности, Скандербег воевал не только с османами, но и с Венецией. Финансовые возможности республики многократно превосходили ресурсы албанского полководца. Но при этом венецианцы стремились досаждать Скандербегу только потому, что он был союзником их злейшего врага в борьбе за влияние в Северной Италии — Альфонсо V Арагонского. Отношения между албанским правителем и республикой ещё более ухудшились после того, как его соратник князь Лека Дукаджини захватил союзный венецианцам город Дагнум (хотя ни Скандербег, ни его воины никакого участия в этом деле не принимали). В ответ правительство Венеции начало готовить военную экспедиции против Скандербега. Открытая война к счастью так и не началась, но Скандербег должен был всё время держать крупные силы на севере своих владений, опасаясь вторжения венецианской армии.
Ещё одной серьёзной проблемой для албанского полководца оказалось предательство его племянника Хамзы Кастриоти. Тот не просто сбежал к османам, но и сообщил им много важных сведений о состоянии войск Скандербега. Более того, Хамза, обладавший талантами военного лидера, охотно согласился возглавить один из османских отрядов, направленных против своего дяди. Султан обещал столь ценному перебежчику контроль на большей частью Албании после её завоевания. В этих условиях Скандербег сумел договориться о перемирии с Венецией. Но надеяться на помощь со стороны республики не приходилось.

## Битва
К концу мая 1457 года Скандербергу стали поступать сведения о приближении к Албании большой османской армии. Полководец отправил папе Каликсту III письмо, в котором сообщал ему о нападении османов и острой необходимости в военной помощи. Папа ответил обещанием отправить христианский флот к берегам Албании. Правда, не очень понятно как моряки могли помочь в борьбе с врагами, передвигавшимися по суше. При этом обещанный флот так и не прибыл. Таким образом, Скандербег должен был сражаться с наступающей османской армией в одиночку. Мехмед II назначил командовать армией вторжения Исхак-бея и Хамзу Кастриоти. Исхак-бей был очень опытным командиром, который сумел подавить восстание Иоанна Кастриоти в 1430 году и руководил решающей контратакой османов в ходе осады Берата. Хамза был очень полезен османам тем, что прекрасно знал земли, в которых предстояло сражаться, а также чётким представлением о тактике Скандербега. В общей сложности османские силы насчитывали от 50 000 до 80 000 человек. Армиями такого большого размера обычно командовал лично султан. Поэтому распространялись слухи, что Мехмед II сам возглавлял поход. В свою очередь Скандербег мог противопоставить армии вторжения не более 10 000 воинов.

### Новая стратегия Скандербега
Османская армия наступила на Албанию несколькими колоннами. В авангарде шли отряды лёгкой конницы (акынджи), которые двигались в направлении Дибры. Скандербег решил разбить силы османов по отдельности. Он смог остановить продвижение турецкого авангарда, но вскоре на помощь акынжди подоспели главные силы. Скандербег не стал рисковать и отдал приказ об отступлении. Он понимал, что оба османских командира, Исхак-бей и Хамза, хорошо представляют себе тактику албанской армии, а также хорошо знакомы с местностью. И Скандербег решил действовать так, чтобы его поступки были непредсказуемы. В прежние времена он предпочитал заманивать врагов в засаду. Но теперь рассчитывать на успех подобной тактики не приходилось. Османы действовали осмотрительно, но при этом продолжали преследовать албанскую армию. И тогда Скандербег принял неожиданное решение. Он разделил свои войска на несколько групп и приказал им двигаться через леса и горы в разных направлениях. При этом любые боевые действия против османов запрещались. Фактически албанским воинам надлежало «исчезнуть». Очень пригодились заранее подготовленные запасы провизии в труднодоступных местах. Но было ещё одно очень важное обстоятельство: каждый отряд должен был через гонцов поддерживать связь с командующим, чтобы по его приказу немедленно отправиться к месту сбора.
Османы прошли через долину реки Мат, разоряя на пути все селения. Но спровоцировать албанскую армию на противодействие им так и не удалось. Более того, противоречивые сведения о том, куда именно отступило войско Скандербега поставило и Исхак-бея, и Хамзу Кастриоти в тупик.
В действительности отряды Скандербега находились сравнительно близко в горах. Но, опасаясь засад, османские командующие не решались отправлять свои отряды на разведку глубоко в горы. А главное, не имея надёжных сведений о местонахождении албанской армии, османы не решились начинать осаду Круи, мощной крепости, которая считалась столицей Скандербега. В этих обстоятельствах турки решили переждать. Они разбили лагерь в районе к северу от горы Туменишта (Скендербеу). Причём османы окружили лагерь валами и рвами, а по периметру расставили часовых. Однако шли недели, но никаких нападений на лагерь не происходило. Постепенно османы стали терять бдительность. Командующие, ради сохранения дисциплины, пытались занять солдат работами по дальнейшему укреплению лагеря. Была значительно усилена оборонительная система в северной части лагеря. Но так как албанские воины не проявляли никакой активности, то весь периметр не был усилен. В частности, с восточной стороны к дополнительным фортификационным работам так и не приступили. Оттоманские разведчики периодически пытались найти место дислокации отрядов албанской армии. Но так как никто не мог поверить, что отряды Сканденберга разъединены и находятся в разных регионах, то не получалось обнаружить какое-то одно место сосредоточения сил повстанцев.
Вскоре «исчезновение» Скандербега привело к возникновению слухов о том, что он просто сбежал. Любопытно, что эти слухи охотно подтверждали венецианцы (в частности из портового города Дураццо), питавшие неприязнь к лидеру албанцев. Исхак-бек и Хамза с трудом старались поддерживать дисциплину в своей армии. Но Скандербег оставался невероятно терпелив. Его воины скрывались в горах весь июль и август. Неизвестно, как именно Скандербег сумел убедить своих людей избегать любых столкновений с турками, но те не зафиксировали ни одной стычки.
Для того, чтобы полностью убедить врагов в победе, Скандербег затеял сложную дипломатическую игру. Он отправил посла в Рим с известием о том, что Албания завоевана турками. Информация о прекращении организованного албанского сопротивления поступила и в лагерь османов.

### Внезапная атака
Время работало на Скандербега. Никто из его воинов не дезертировал и не раскрыл османам действительное положение вещей. Исхак-бей и Хамза вскоре сами уверовали, что Скандербег утратил способность к сопротивлению и покинул родину. Но как раз к концу лета албанский лидер почувствовал, что пришло время для решительных действий. Более того, его разведчики смогли обнаружить самое уязвимое место в оборонительных линиях османского лагеря. И вскоре все отряды получили приказ о скрытном передвижении к месту сбора. К 1 сентября надлежало собраться в единую армию у холмов в Тумениште. Был детально разработан план атаки. Для этого албанскую армию разделили на три штурмовые колонны. Для уверенности Скандербег лично отправился в разведку. Он увидел, что османские часовые несут службу как попало: кто-то спит на посту, а кто-то и вовсе не приходит на пост.
Скандербег назначил нападение на турецкий лагерь на 2 сентября 1457 года. По легенде, он устроил всё так, чтобы один из постовых был напуган приближением албанцев и побежал в лагерь с криком: «Скандербег нападает!» Но так как за последующие сутки ничего не произошло, то часового подняли на смех, а караульная служба стала нестись ещё менее дисциплинированно.
Ранним утром 2 сентября воины Скандербега отправились на штурм османского лагеря. Они легко преодолели ров и вал с восточной стороны и ворвались внутрь. Османы были застигнуты врасплох. Несмотря на значительное преимущество в людях, турок быстро охватила паника. Казалось, что албанцев очень много и они повсюду. Хамза пытался организовать прочную оборону, но его никто не слушал. Напуганные внезапной атакой (как многим казалось, со всех сторон) османские воины не повиновались командирам и стремились покинуть лагерь. Даже такой опытный военачальник, как Исхак-бей не смог воодушевить своих солдат на решающую контратаку. Османские кавалеристы пытались отогнать албанцев. Но в итоге сами обратились в бегство. Хамза в конце концов попал в плен. Немногим более повезло Исхак-бею — он сбежал.
Потери османов оказались огромными (хотя точных сведений не имеется). Принято считать, что турки потеряли убитыми и пленными около 30 тыс. чел. Остальные в панике бежали. Кроме того, албанцам достались 24 турецких штандарта и огромная добыча, брошенная знатными османами при бегстве.
Павшие албанские воины были похоронены в соборе Святой Марии в деревне Шумри (современный город Мамураси), которая находилась в трёх километрах к востоку от поля битвы.

## Последствия
Битва при Албулене могла бы полностью изменить ход османского завоевания Европы. Но в результате победа имела только идеологическое значение. Блестящий триумф Скандербега над значительно превосходящими силами турок поражал современников. Но объединения христиан для борьбы с общим врагом так и не произошло. Победа при Албулене лишь на некоторое время отложила новые вторжения мусульман в Албанию.
После битвы Хамза был отправлен в заключение в Неаполь во владения Альфонсо V.
Посланнику Османской империи сообщили, что знамёна и знатные пленники вернуться к султану только за крупный выкуп. Османы предлагали Скандербегу заключить перемирие. Но лидер албанцев ответил, что пойдёт на это только в том случае, если Светиград и Берат (захваченные турками в 1448 и 1450 годах) будут ему возвращены. Но Мехмед II отказался от этих условий.
Тем не менее поначалу казалось, что албанцы смогли отстоять независимость. В 1460 году Мехмед II и Скандербег подписали перемирие, которое продлилось три года. Это дало албанскому полководцу возможность отправить свою армию в экспедицию в Италию на помощь Фердинанду I (сыну Альфонсо V).
Тем не менее война между Албанией и Османской империей продолжалась ещё много лет. Однако смерть Скандербега в 1468 году и падение крепости Круя в 1478 году привели к тому, что Албания в итоге покорилась османскому владычеству.